# Romina Stefancic
Romina Stefancic, kanadska veslačica slovenskega rodu, * 21. julij 1978.
Stefanciceva je s kanadskim osmercem na Poletnih olimpijskih igrah 2008 osvojila četrto mesto.